# زوکاکاب

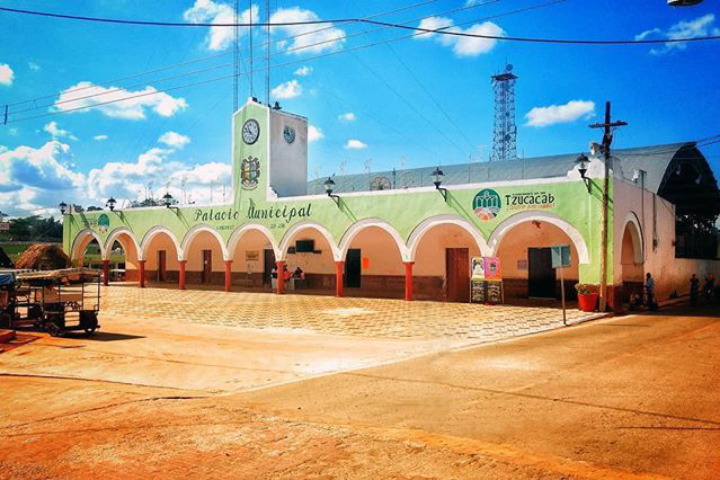
نمایی از کاخ شهرداری زوکاکاب

زوکاکاب (به اسپانیایی: Tzucacab Municipality) یک منطقهٔ مسکونی در مکزیک است که در یوکاتان واقع شده‌است.

## خصوصیات
زوکاکاب ۱٬۲۸۹ کیلومترمربع مساحت و ۱۳٬۵۶۴ نفر جمعیت دارد و ۳۶ متر بالاتر از سطح دریا واقع شده‌است.